# Ivan Möller
Ivan Möller (Göteborg, 12 de febrer de 1884 – Göteborg, 31 de juliol de 1972) va ser un atleta suec, especialista en curses de velocitat, tanques i salt d'alçada, que va competir a començaments del segle xx.
El 1912 va prendre part en els Jocs Olímpics d'Estocolm, en què va guanyar una medalla de plata en la prova dels 4×100 metres relleus. En les altres dues proves del programa d'atletisme que disputà, els 100 i 200 metres quedà eliminat en semifinals.
Möller guanyà 11 títols nacionals d'atletisme: en 200 metres el 1911, en 110 metres tanques entre 1910 i 1912, en salt d'alçada el 1909 (dos) i en els 4×100 metres relleus el 1907 i entre 1909 i 1912.